# Viosa
El Viosa - Αώος (Aóos) en grec i Vjosë en albanès- és un riu que discorre pel nord-oest de Grècia i pel sud-oest d'Albània. Té una llargària de 272 km (80 dels quals a Grècia). Neix a les muntanyes Pindos, al nord de l'Epir i desemboca a la mar Adriàtica.